# Roman Lentner
Roman Jan Lentner (Chropaczów, 1937. december 15. – Berlin, Németország, 2023. március 15.) válogatott lengyel labdarúgó, csatár, olimpikon, edző.

## Pályafutása

### Klubcsapatban
A Czarni Chropaczów és az LZS Karlino korosztályos csapataiban kezdte a labdarúgást. 1956 és 1969 között a Górnik Zabrze labdarúgója volt, ahol nyolc lengyel bajnoki címet és három kupagyőzelmet ért el az együttessel. 1969–70-ben a GKS Wesoła csapatában fejezte be az aktív játékot.

### A válogatottban
1957 és 1966 között 33 alkalommal szerepelt a lengyel válogatottban és hét gólt szerzett. 1957. május 19-én Varsóban mutatkozott be a lengyel A-válogatottban egy Törökország elleni barátságos mérkőzésen, ahol 1–0-s török győzelem született. Tagja volt az 1960-as római olimpiai játékokon részt vevő csapatnak. Utoljára 1966. május 18-án Wrocławban játszott a válogatottban Svédország ellen. A barátságos mérkőzésen 1–1-es döntetlen született.

### Edzőként
A Górnik Zabrze ifjúgági csapatánál kezdte edzői pályafutását. Később a Carbochem Gliwice és a Walka Makoszowy vezetőedzőjeként tevékenykedett.

## Magánélete
1937. december 15-én született Chropaczówban Paweł Lentner és Elżbieta Jureczko fiaként. Esztergályos szakiskolát végzett. Labdarúgópályafutása befejezése után edzőként dolgozott.
Munkásságát a Lengyel Köztársaság Érdemkeresztje kitüntetéssel ismerték el. 1988-ban Németországba költözött és Berlinben telepedett le. Szívbetegséggel küzdött, kétszer kapott szívrohamot. 2023. március 15-én Berlinben hunyt el.

## Sikerei, díjai
Górnik Zabrze
- Lengyel bajnokság
  - bajnok (8): 1957, 1959, 1961, 1962–63, 1963–64, 1964–65, 1965–66, 1966–67
- Lengyel kupa
  - győztes (3): 1965, 1968, 1969

## Elismerései
- A Lengyel Köztársaság Érdemkeresztje

## Statisztika

### Mérkőzései a lengyel válogatottban
| Lengyelország | Lengyelország        | Lengyelország                     | Lengyelország  | Lengyelország | Lengyelország  | Lengyelország      | Lengyelország | Lengyelország |
| #             | Dátum                | Helyszín                          | Hazai          | Eredmény      | Vendég         | Kiírás             | Gólok         | Esemény       |
| ------------- | -------------------- | --------------------------------- | -------------- | ------------- | -------------- | ------------------ | ------------- | ------------- |
| 1.            | 1957. május 19.      | Varsó, Stadion Dziesięciolecia    | Lengyelország  | 0 – 1         | Törökország    | barátságos         | -             |               |
| 2.            | 1957. október 20.    | Chorzów, Stadion Śląski           | Lengyelország  | 2 – 1         | Szovjetunió    | vb-selejtező       | -             |               |
| 3.            | 1957. november 3.    | Varsó, Stadion Dziesięciolecia    | Lengyelország  | 4 – 0         | Finnország     | vb-selejtező       | -             |               |
| 4.            | 1958. május 11.      | Chorzów, Stadion Śląski           | Lengyelország  | 2 – 2         | Írország       | barátságos         | -             |               |
| 5.            | 1958. május 25.      | Koppenhága, Idrætsparken Stadion  | Dánia          | 3 – 2         | Lengyelország  | barátságos         | 1             | 29'           |
| 6.            | 1958. június 1.      | Varsó, Stadion Dziesięciolecia    | Lengyelország  | 1 – 2         | Skócia         | barátságos         | -             |               |
| 7.            | 1958. június 28.     | Rostock, Ostseestadion            | NDK            | 1 – 1         | Lengyelország  | barátságos         | -             | 71'           |
| 8.            | 1960. június 26.     | Chorzów, Stadion Śląski           | Lengyelország  | 4 – 0         | Bulgária       | barátságos         | 1             | 8'            |
| 9.            | 1960. augusztus 26.  | Róma, Stadio Flaminio (ITA)       | Tunézia        | 1 – 6         | Lengyelország  | olimpiai C csoport | -             |               |
| 10.           | 1960. augusztus 29.  | Livorno, Ardenza Stadion (ITA)    | Dánia          | 2 – 1         | Lengyelország  | olimpiai C csoport | -             |               |
| 11.           | 1961. május 21.      | Varsó, Stadion Dziesięciolecia    | Lengyelország  | 1 – 0         | Szovjetunió    | barátságos         | -             |               |
| 12.           | 1961. június 4.      | Belgrád, JNA-stadion              | Jugoszlávia    | 2 – 1         | Lengyelország  | vb-selejtező       | -             |               |
| 13.           | 1961. június 25.     | Chorzów, Stadion Śląski           | Lengyelország  | 1 – 1         | Jugoszlávia    | vb-selejtező       | -             |               |
| 14.           | 1961. október 8.     | Varsó, Lengyel Hadsereg Stadionja | Lengyelország  | 0 – 2         | NSZK           | barátságos         | -             |               |
| 15.           | 1961. október 22.    | Wrocław, Stadion Olimpijski       | Lengyelország  | 3 – 1         | NDK            | barátságos         | 1             | 70'           |
| 16.           | 1961. november 5.    | Chorzów, Stadion Śląski           | Lengyelország  | 5 – 0         | Dánia          | barátságos         | -             |               |
| 17.           | 1962. április 11.    | Párizs, Parc des Princes          | Franciaország  | 1 – 2         | Lengyelország  | barátságos         | 1             | 43'           |
| 18.           | 1962. április 15.    | Casablanca, Honneur Stadion       | Marokkó        | 1 – 3         | Lengyelország  | barátságos         | -             |               |
| 19.           | 1962. május 23.      | Varsó, Stadion Dziesięciolecia    | Lengyelország  | 2 – 0         | Belgium        | barátságos         | 1             | 7'            |
| 20.           | 1962. szeptember 2.  | Poznań, Warta-stadion             | Lengyelország  | 0 – 2         | Magyarország   | barátságos         | -             |               |
| 21.           | 1962. szeptember 30. | Szófia, Levszki Stadion           | Bulgária       | 2 – 1         | Lengyelország  | barátságos         | -             |               |
| 22.           | 1962. október 10.    | Chorzów, Stadion Śląski           | Lengyelország  | 0 – 2         | Észak-Írország | NEK-selejtező      | -             |               |
| 23.           | 1962. október 28.    | Pozsony, Tehelné pole             | Csehszlovákia  | 2 – 1         | Lengyelország  | barátságos         | 1             | 87'           |
| 24.           | 1962. november 28.   | Belfast, Windsor Park             | Észak-Írország | 2 – 0         | Lengyelország  | NEK-selejtező      | -             |               |
| 25.           | 1964. május 10.      | Krakkó, Wisla Stadion             | Lengyelország  | 3 – 1         | Írország       | barátságos         | -             |               |
| 26.           | 1964. szeptember 13. | Varsó, Stadion Dziesięciolecia    | Lengyelország  | 2 – 1         | Csehszlovákia  | barátságos         | -             | 80'           |
| 27.           | 1965. május 16.      | Krakkó, Wisla Stadion             | Lengyelország  | 1 – 1         | Bulgária       | barátságos         | -             | 76'           |
| 28.           | 1965. május 23.      | Chorzów, Stadion Śląski           | Lengyelország  | 1 – 1         | Skócia         | vb-selejtező       | 1             | 52'           |
| 29.           | 1965. szeptember 26. | Helsinki, Olimpiai Stadion        | Finnország     | 2 – 0         | Lengyelország  | vb-selejtező       | -             |               |
| 30.           | 1965. október 24.    | Chorzów, Stadion Śląski           | Lengyelország  | 7 – 0         | Finnország     | vb-selejtező       | -             |               |
| 31.           | 1966. május 3.       | Chorzów, Stadion Śląski           | Lengyelország  | 1 – 1         | Magyarország   | barátságos         | -             |               |
| 32.           | 1966. május 18.      | Wrocław, Stadion Olimpijski       | Lengyelország  | 1 – 1         | Svédország     | barátságos         | -             |               |
|               | Összesen             |                                   |                | 32            | mérkőzés       |                    | 7             | gól           |

## Fordítás
Ez a szócikk részben vagy egészben  a   Roman Lentner című lengyel Wikipédia-szócikk ezen változatának fordításán alapul.  Az eredeti cikk szerkesztőit annak laptörténete sorolja fel. Ez a jelzés csupán a megfogalmazás eredetét és a szerzői jogokat jelzi, nem szolgál a cikkben szereplő információk forrásmegjelöléseként.